# Szczelina przy Lodowej nad Kufą
Szczelina przy Lodowej nad Kufą – jaskinia w Dolinie Chochołowskiej w Tatrach Zachodnich. Wejście do niej znajduje się w północnych stokach Kominiarskiego Wierchu, ponad Doliną Dudową, w grzbiecie nad Kufą, w pobliżu Jaskini Lodowej nad Kufą, na wysokości 1675 m n.p.m. Długość jaskini wynosi 12 metrów, a jej deniwelacja 4 metry.

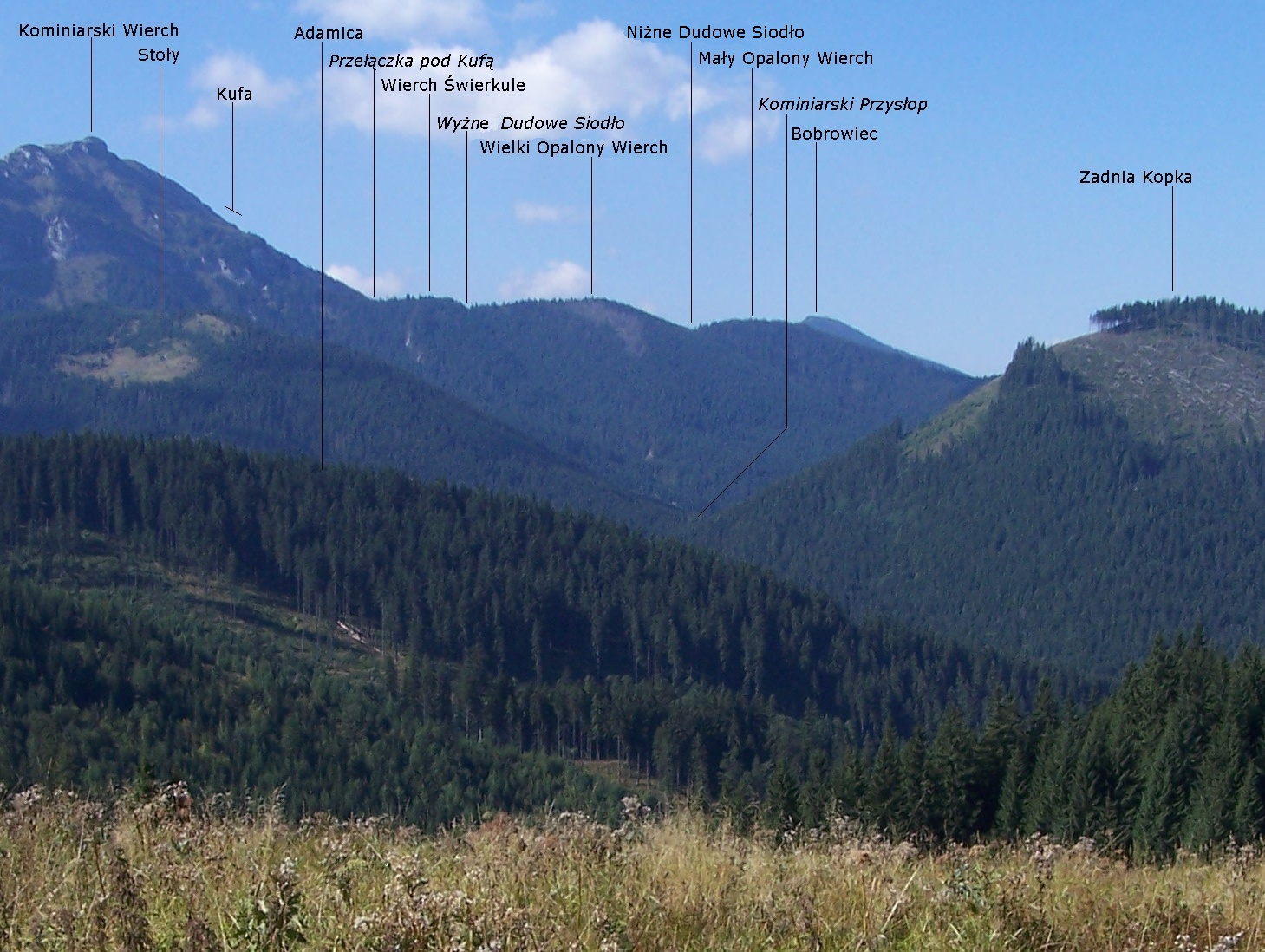
Dolina Dudowa. W głębi Kufa

## Opis jaskini
Główną częścią jaskini jest idący do góry korytarz zaczynający się w otworze wejściowym (znajduje się on w głębokiej na kilka metrów szczelinie), a kończący za 2-metrowym progiem zawaliskiem. Odchodzą od niego:
- zaraz przy otworze krótka, wąska szczelina,
- po 4,5-m od otworu pochyły kominek[2].

## Przyroda
W jaskini brak jest nacieków. Ściany są wilgotne, rosną na nich porosty.

## Historia odkryć
Jaskinię odkrył W. W. Wiśniewski prawdopodobnie w latach 1986–1988. Jej opis i plan sporządziła I. Luty przy pomocy K. Kędrackiej i K. Recielskiego we wrześniu 2003 roku.